# Georges Plassat
Georges Plassat (* 25. März 1949 in Bollène, Département Vaucluse) ist ein französischer Manager.

## Leben
Plassat studierte an der École hôtelière de Lausanne und an der Cornell University. 2012 löste Plassat den schwedischen Manager Lars Olofsson an der Spitze des französischen Einzelhandelsunternehmen Carrefour ab.